# Otto Harder
Otto Fritz Harder (anomenat Tull Harder; 25 de novembre de 1892 - 4 de març de 1956) fou un futbolista alemany de la dècada de 1910.
Fou 15 cops internacional amb la selecció alemanya. Pel que fa a clubs, defensà els colors d'Eintracht Braunschweig, Hamburger SV, i Victoria Hamburg.